# Tennen Rishin-ryū
(Tennen Rishin-ryū (天然理心流)) est un art martial japonais, connu comme le style pratiqué par certains membres du shinsen gumi.

## Histoire
Fondée par Kondo Kuranosuke Nagahiro vers 1789, l'école a été popularisée par Kondo Shūsuke (1792-1867), le maître de la troisième génération. Avec Satō Hikogorō ils répandirent le style dans la sphère paysanne autour de la région de Tama. Sans enfant Kondo Shūsuke décida d'adopter Miyagawa Katsugorō, qui devint Kondo Isami.
Tennen Rishin-ryū peut être traduit par « l'école (Ryū) de la compréhension (Ri) naturelle (Tennen) de l'esprit (Shin) ».
Ce style, comme les autres Koryu, enseigne le kenjutsu, le bojutsu, et le jujutsu. Le style était célèbre à Edo et y a son siège, le dojo Shieikan. En 1861, Kondo Isami devient le 4e Soke du style. Les praticiens célèbres étaient Hijikata Toshizo, Inoue Genzaburo et le célèbre prodige Okita Soji (qui a maîtrisé toutes les techniques de l'école et a obtenu le statut Menkyo Kaiden à dix-huit ans). Plusieurs bushis déjà certifiés dans d'autres styles prirent résidence au dojo sans forcément apprendre le Tennen Rishin-ryū, comme Yamanami Keisuke, inscrit en 1860, Nagakura Shinpachi et Harada Sanosuke.
Même si beaucoup de techniques ont été perdues, surtout au début de l'ère Meiji, le Tennen Rishin-ryū est encore pratiqué aujourd'hui. L'actuel Soke de ce style, le 10e de sa lignée, est Hirai Masato (平井正人).

## Liste des techniques
- Satsuki-ryō-ken
- Hiryū-ken
- Hira-seigan
- Sasoku-ken
- In-yū-ken
- Kobi-ken
- Denkō-ken
- Katana-Nukizama-No-Koto
- Syarin-ken
- Ōtai-ken
- Getsuei-ken
- Seigan-ken
- Geppa-ken
- Unkō-ken
- Kokō-ken
- Sōsha
- Sekka-ken
- Ryūbi-ken
- Kakari-ken
- Ensha-ken
- Ranken-ken
- Shishiō-ken
- Ukitori